# El Carmen (kanton)
El Carmen – kanton w prowincji Manabí, w Ekwadorze. Stolicą kantonu jest El Carmen.